# Salvia officinalis subsp. gallica
Salvia officinalis subsp. gallica, es una subespecie de planta herbácea perenne de Salvia officinalis que pertenece a la familia de las lamiáceas.

## Distribución y hábitat
El área de distribución nativa de esta subespecie se extiende desde el suroeste de Alemania hasta Suiza, Italia y Francia. Crece principalmente en el bioma templado.

## Taxonomía
La especie fue descrita inicialmente como Salvia lavandulifolia subsp. gallica fue descrita por Wolfgang Lippert y publicada en Mitteilungen der Botanischen Staatssammlung München 15: 416, en 1979, actualmente, es tanto un sinónimo como el basónimo de esta; y ulteriormente sería degradada a subespecie de Salvia officinalis por Antonio Reales, Diego Rivera Núñez y Concepción Obón en Botanical Journal of the Linnean Society 145(3): 365, en 2004.

#### Etimología
Véase: Salvia
Véase: Salvia officinalis
gallica: epíteto geográfico que alude a su localización en Galia (actual Francia).